# ビジュアルアプローチ

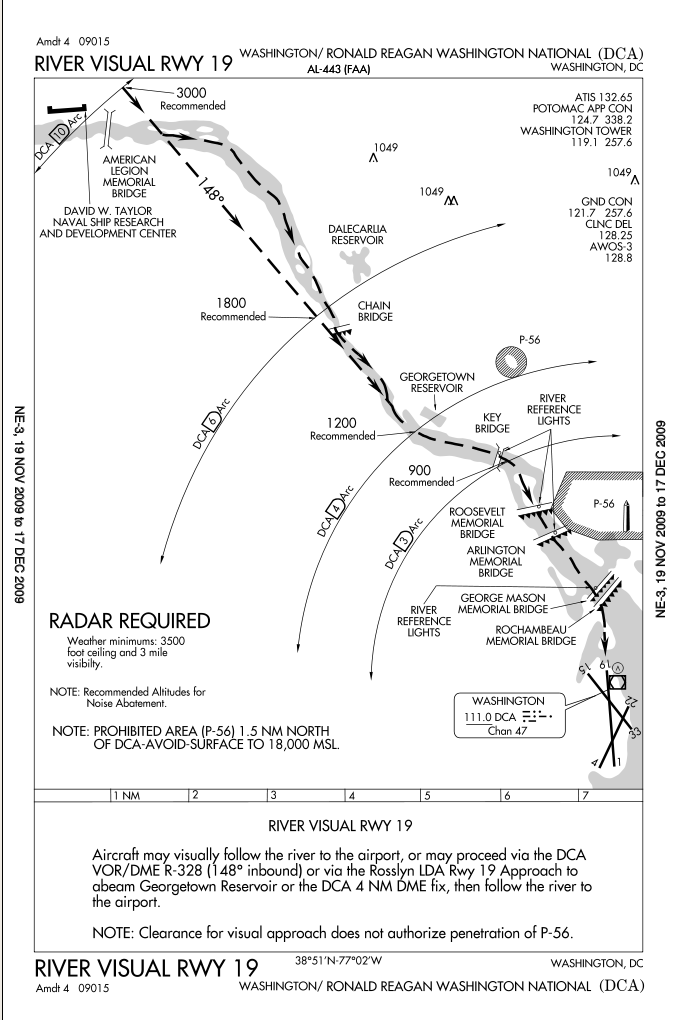
ロナルド・レーガン・ワシントン・ナショナル空港RWY19ビジュアルアプローチのチャート。ポトマック川の上空を飛行し、ロシャンボー記念橋を通過して、ファイナルアプローチに入る。

ビジュアルアプローチ（Visual approach）は、計器飛行方式(IFR)に従い、空港の滑走路に視覚的情報に基づき進入する方式。この進入方式は、航空交通管制の管理の下、承認許可を得て実行できる。

## 目的
ビジュアルアプローチを行うことで、パイロットは計器進入を実行せずに滑走路へ進入する事ができる。これによりパイロットの作業負担を軽減でき、さらに最短距離で空港へ進入する事ができるため、燃料コスト削減、到着時間の短縮につながる。特に混雑した空港の運用効率化にもつながる。
日本国内の例として、羽田空港C滑走路（RWY34R）へ着陸するため（北風好天時）、パイロットが海ほたるパーキングエリア（夜間は同所に設置された閃光灯）を目視で確認し、滑走路方向へ旋回・着陸する"HIGHWAY VISUAL RWY34R"が設定されている。これは平行滑走路におけるILS同時進入における国際基準を満たしていないための措置であり、悪天候を除いてビジュアルアプローチが実施される。
一方で滑走路を誤認するリスクもあり、アトラス航空のボーイング747LCFが予定していたマッコーネル空軍基地ではなく、カーネル・ジェームズ・ジャバラ空港に誤って着陸した事例がある。他にも同様の事例がある。特に混雑した空域では、ビジュアルアプローチによってパイロットの作業的負担が増加する可能性がある。